# 1916 في فرنسا
فيما يلي قوائم الأحداث التي وقعت خلال عام 1916 في فرنسا.

## أحداث
- 21 فبراير – معركة فردان
- 1 يوليو – معركة السوم

## مواليد

### يناير
- 21 يناير – دينيسي بلوخ
- 22 يناير – هنري دوتيو ملحن فرنسي.
- 31 يناير – هنري ألان ليوجييه عالم نبات فرنسي.

### فبراير
- 14 فبراير – مارسيل بيجار

### مارس
- 14 فبراير – مارسيل بيجار

### أبريل
- 4 أبريل – روبير شاربانتييه دراج فرنسي.
- 12 أبريل – لويس غوتييه درّاج طريق فرنسي.

### مايو
- 30 مايو – جاك جيورجيس

### يوليو
- 23 يوليو – بيير بيبارو لاعب كرة قدم فرنسي.

### سبتمبر
- 14 سبتمبر – ألبيرت بال كاتب فرنسي.

### أكتوبر
- 19 أكتوبر – جان دوسيه
- 26 أكتوبر – فرنسوا ميتران

### نوفمبر
- 23 نوفمبر – ألبرت بورلون درّاج طريق فرنسي.

## وفيات

### أبريل
- 15 أبريل – أوغست بارت (مواليد 1834)

### مايو
- 27 مايو – جوزيف غالياني (مواليد 1849) جندي فرنسي.

### يونيو
- 7 يونيو – أميل فاجيه (مواليد 1847)
- 16 يونيو – فكتور دلبوس (مواليد 1862)
- 30 يونيو – أونيسيم ريكلوس (مواليد 1837) جغرافي فرنسي.
- 30 يونيو – جاستون ماسبيرو (مواليد 1846)

### أغسطس
- 4 أغسطس – أوغستين شاربنتييه (مواليد 1852)

### سبتمبر
- 14 سبتمبر – بيير دويم (مواليد 1861) فيزيائي فرنسي.

### ديسمبر
- 1 ديسمبر – شارل دو فوكو (مواليد 1858) قس كاثوليكي فرنسي.
- 5 ديسمبر – أوكتاف هودا (مواليد 1840)